# That'll Be the Day (album)
 (août 2022).
La mise en forme du texte ne suit pas les recommandations de Wikipédia : il faut le « wikifier ».
Les points d'amélioration suivants sont les cas les plus fréquents. Le détail des points à revoir est peut-être précisé sur la page de discussion.
- Les titres sont pré-formatés par le logiciel. Ils ne sont ni en capitales, ni en gras.
- Le texte ne doit pas être écrit en capitales (les noms de famille non plus), ni en gras, ni en italique, ni en « petit »…
- Le gras n'est utilisé que pour surligner le titre de l'article dans l'introduction, une seule fois.
- L'italique est rarement utilisé : mots en langue étrangère, titres d'œuvres, noms de bateaux, etc.
- Les citations ne sont pas en italique mais en corps de texte normal. Elles sont entourées par des guillemets français : « et ».
- Les listes à puces sont à éviter, des paragraphes rédigés étant largement préférés. Les tableaux sont à réserver à la présentation de données structurées (résultats, etc.).
- Les appels de note de bas de page (petits chiffres en exposant, introduits par l'outil «  Source ») sont à placer entre la fin de phrase et le point final[comme ça].
- Les liens internes (vers d'autres articles de Wikipédia) sont à choisir avec parcimonie. Créez des liens vers des articles approfondissant le sujet. Les termes génériques sans rapport avec le sujet sont à éviter, ainsi que les répétitions de liens vers un même terme.
- Les liens externes sont à placer uniquement dans une section « Liens externes », à la fin de l'article. Ces liens sont à choisir avec parcimonie suivant les règles définies. Si un lien sert de source à l'article, son insertion dans le texte est à faire par les notes de bas de page.
- La présentation des références doit suivre les conventions bibliographiques. Il est recommandé d'utiliser les modèles {{Ouvrage}}, {{Chapitre}}, {{Article}}, {{Lien web}} et/ou {{Bibliographie}}. Le mode d'édition visuel peut mettre en forme automatiquement les références.
- Insérer une infobox (cadre d'informations à droite) n'est pas obligatoire pour parachever la mise en page.

Pour une aide détaillée, merci de consulter Aide:Wikification.
Si vous pensez que ces points ont été résolus, vous pouvez retirer ce bandeau et améliorer la mise en forme d'un autre article.
Pour les articles homonymes, voir That'll Be the Day.
Albums de Buddy Holly
Buddy Holly (album)
(1958) The Buddy Holly Story (album)
(1959)
That'll Be The Day est le dernier album studio de Buddy Holly. Decca, le premier label majeur de Holly, après avoir échoué à produire un hit des premiers enregistrements de Holly, compila ces morceaux de 1956 après qu'il eut rencontré un certain succès chez Brunswick et Coral, plus particulièrement le single That'll Be the Day. Il s'agit du dernier album sorti avant sa mort dans un accident d'avion le 3 février 1959, et il est devenu rare auprès des collectionneurs.

## Contexte
Les enregistrements ont été effectués au cours de trois sessions différentes d'une durée de 3 heures en janvier, juillet et novembre 1956 aux studios Bradley Film and Recording à Nashville, Tennessee. De ces sessions un single fut tiré le 16 avril 1956 (D 29854), "Blue Days, Black Nights" / "Love Me". Un deuxième single "Modern Don Juan / You Are My One Desire" (D 30166) sortit le 24 décembre 1956. Les faibles ventes poussèrent Decca de mettre de côté les pistes restantes.
Quand Buddy Holly rencontra le succès en réenregistrant "That'll Be the Day" avec son groupe The Crickets, Decca commença à publier les enregistrements de Holly en singles, qui se retrouvèrent sur un EP puis un album complet.
Les enregistrements Decca de 1956 ont été retravaillés à plusieurs reprises. Des instruments et des chœurs ont été ajoutés sur des versions ultérieures comme celles de 1984. L'album britannique sorti dans les années 1970 The Nashville Sessions est le meilleur des éditions vinyle selon Allmusic.
L'album atteignit la 5e place dans les charts britanniques en 1961 lors d'une réédition. L'album fut republié en 1967 sous le titre The Great Buddy Holly.

## Liste des pistes
| 1. | You Are My One Desire                             | 2:23 |
| 2. | Blue Days, Black Nights                           | 2:04 |
| 3. | Modern Don Juan                                   | 2:39 |
| 4. | Rock Around With Ollie Vee (avec The Three Tunes) | 2:18 |
| 5. | Ting a Ling (avec The Three Tunes)                | 2:41 |
| 6. | Girl on My Mind (avec The Three Tunes)            | 2:18 |

| 1. | That'll Be the Day (avec The Three Tunes) (22 juillet 1956)) | 2:30 |
| 2. | Love Me                                                      | 2:07 |
| 3. | I’m Changing All Those Changes (avec The Three Tunes)        | 2:14 |
| 4. | Don’t Come Back Knockin’                                     | 2:14 |
| 5. | Midnight Shift                                               | 2:10 |

1999 Bonus tracks
| No | Titre                             | Durée |
| -- | --------------------------------- | ----- |
| 1. | Rock Around With Ollie Vee (No.2) | 2:14  |
| 2. | Changing All Those Changes (Demo) | 1:39  |

## Personnel
- Buddy Holly * - chant et guitare
- Sonny Curtis * - guitare solo
- Grady Martin * - guitare rythmique
- Doug Kirkham * - basse et percussions
- Don Guess * - basse
- Jerry Allison * - batterie
- Harold Bradley - guitare
- Floyd Cramer - piano
- Farris Coursey - batterie
- ER "Dutch" McMillan - saxophone alto
- Owen Bradley - piano
- Boots Randolph - saxophone

* line up du 22 juillet crédité de "The Three Tunes". Selon buddyhollycenter.org, le nom du groupe était Buddy and the Two Tones (c'est-à-dire Buddy Holly avec Don Guess et Sonny Curtis).
- Owen Bradley a produit les séances.
- The Picks ont ajouté des harmonies.

## Charts
| Classement (1961) | Meilleure position |
| ----------------- | ------------------ |
| UK Album Chart    | 5                  |